# Jungfruholmarna

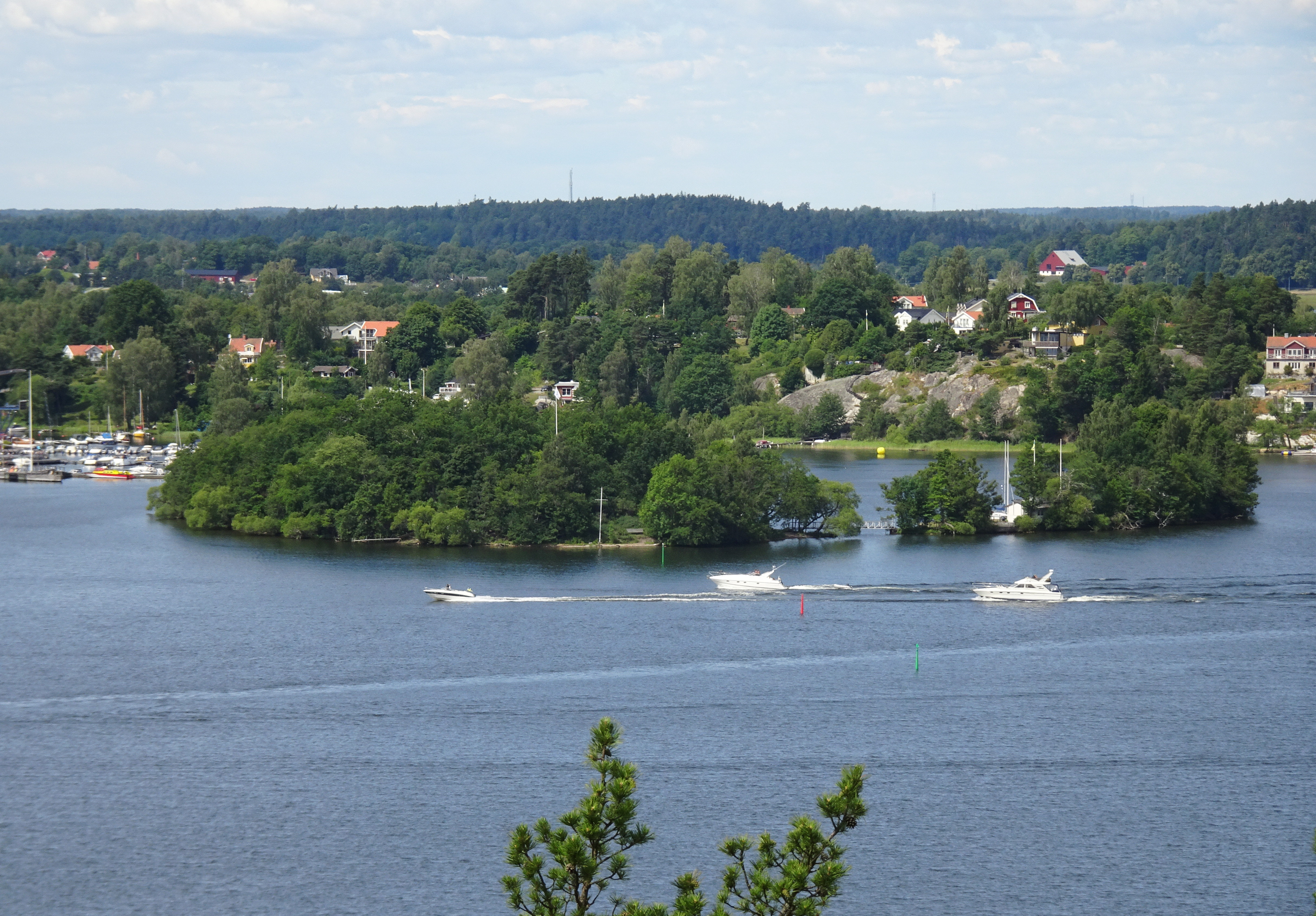
Jungfruholmarna bildar ett skydd för hamnen på Jungfrusund.

Jungfruholmarna är två öar belägna utanför Jungfrusund mellan Gällstaö på Ekerö och Vårberg, cirka sex distansminuter in i Mälaren från Stockholm. Jungfruholmarna tillhör Ekerö kommun.
Jungfruholmarna är Göta segelsällskaps klubbholmar. Sällskapet arrenderade  holmarna 1915 och köpte in dem 1936. År 1955 uppfördes ett klubbhus.